# Middletown (Delaware)
Middletown – miasto w Stanach Zjednoczonych, w stanie Delaware, w hrabstwie New Castle. W mieście znajduje się port lotniczy Summit.